# Bekecs
Bekecs ist eine ungarische Gemeinde im Kreis Szerencs im Komitat Borsod-Abaúj-Zemplén.

## Geografische Lage
Bekecs liegt in Nordungarn, 29 Kilometer nordöstlich des Komitatssitzes Miskolc, unmittelbar südwestlich der Kreisstadt Szerencs an dem Fluss Gilip-patak. Die höchste Erhebung auf dem Gemeindegebiet ist der nördlich des Ortes gelegene 205 Meter hohe Nagy-hegy. Nachbargemeinden sind Legyesbénye und Taktaszada.

## Geschichte
Den Namen hat die Gemeinde im 12. Jahrhundert wahrscheinlich von der Familie Beke erhalten. Während der Türkenzeit war das Dorf verödet und wurde danach wieder besiedelt. 1625 wirkte hier der Psalmübersetzer  Albert Szenczi Molnár. Seit dem 19. Jahrhundert war Bekecs keine selbständige Gemeinde mehr. Der Ort wurde Teil der Gemeinde Legyesbénye und gehörte nach dem Zweiten Weltkrieg zu Szerencs. Seit 1957 ist der Ort wieder eine selbständige Gemeinde.

## Sehenswürdigkeiten
- Griechisch-katholische Kirche Istenszülő oltalma, erbaut 1944
- Lóránt-Móré-Reliefgedenktafel
- II. Rákóczi Ferenc-Denkmal
- Naturlehrpfad am Nagy-hegy
- 1956er-Denkmal
- Reformierte Kirche, erbaut in den 1990er Jahren
- Römisch-katholische Kirche Nagyboldogasszony, erbaut um 1830
- Statuen von István király und Gizella
- Weltkriegsdenkmal
- Überreste des jüdischen Friedhofs auf dem Nagy-hegy

## Verkehr
In Bekecs treffen die Landstraße Nr. 3611, Nr. 3702 und Nr. 3711 aufeinander. Es bestehen Busverbindungen über Monok nach Golop, nach Miskolc sowie nach Szerencs, wo sich der nächstgelegene Bahnhof befindet.